# IG Metall

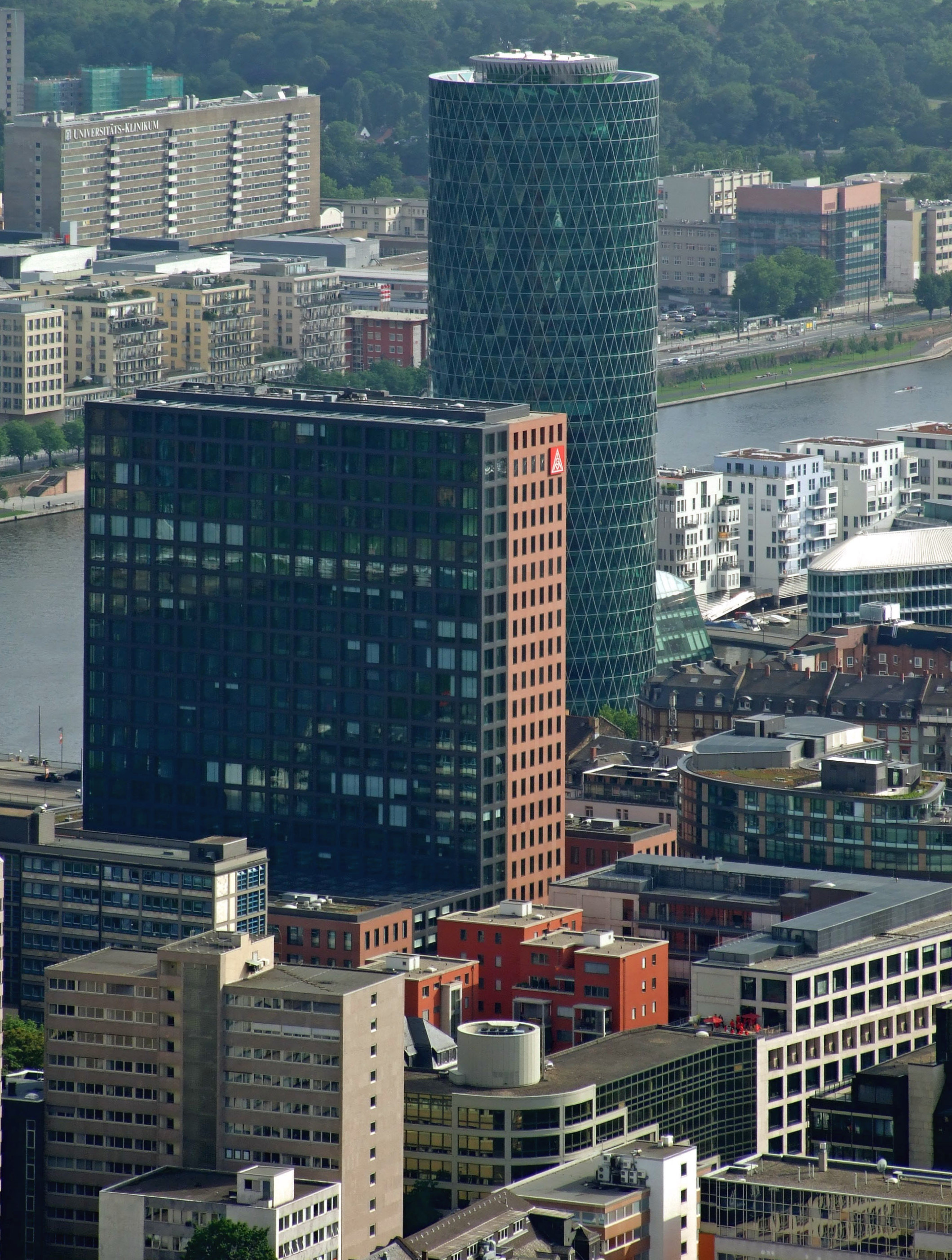
Francoforte

La Industriegewerkschaft Metall, meglio conosciuta come IG Metall, in italiano Sindacato Industriale dei Metallurgici, è una federazione sindacale tedesca che rappresenta i lavoratori del settore metalmeccanico, in particolare l'industria automobilistica. Rappresenta 2 246 000 lavoratori. È la più grande e rappresentativa delle otto federazioni sindacali tedesche affiliate alla Deutscher Gewerkschaftsbund (DGB) ed ha sede a Francoforte sul Meno.

## Categorie rappresentate
Dal 1º aprile 1998, avendo incorporato per fusione la Gewerkschaft Textil und Bekleidung (GTB), la IG Metall rappresenta anche i lavoratori del settore tessile e della moda. Dal 1º gennaio 2000, essendosi fusa anche con la Gewerkschaft Holz und Kunststoff (GHK), rappresenta anche i lavoratori della plastica e del legno.